# سيمون باترسون
سيمون باترسون (بالإنجليزية: Simon Patterson)‏ (4 سبتمبر 1982 في المملكة المتحدة - 9 سبتمبر 2006 في المملكة المتحدة) هو لاعب كرة قدم بريطاني في مركز الهجوم. لعب مع نادي واتفورد وويكمب وندررز وميدنهد يونايتد ‏ ونادي سلاو تاون وهيميل هيمبستيد تاون ووينجيت آند فينشلي.

## وصلات خارجية
- سيمون باترسون على موقع قاعدة بيانات كرة القدم.إي يو (الإنجليزية)
- سيمون باترسون على موقع Soccerbase.com (لاعب) (الإنجليزية)